# Írország az 1984. évi nyári olimpiai játékokon
Írország az egyesült államokbeli Los Angelesben megrendezett 1984. évi nyári olimpiai játékok egyik részt vevő nemzete volt. Az országot az olimpián 10 sportágban 42 sportoló képviselte, akik összesen 1 érmet szereztek.

## Érmesek
| Érem  | Versenyző   | Sportág  | Versenyszám   |
| ----- | ----------- | -------- | ------------- |
| Ezüst | John Treacy | Atlétika | Férfi maraton |

## Atlétika
Férfi
| Versenyző         | Versenyszám    | Előfutam | Előfutam | Előfutam | Negyeddöntő | Negyeddöntő | Negyeddöntő | Elődöntő | Elődöntő | Elődöntő | Döntő    | Döntő    |
| Versenyző         | Versenyszám    | Idő      | Hely.    | Össz.    | Idő         | Hely.       | Össz.       | Idő      | Hely.    | Össz.    | Idő      | Helyezés |
| ----------------- | -------------- | -------- | -------- | -------- | ----------- | ----------- | ----------- | -------- | -------- | -------- | -------- | -------- |
| Marcus O’Sullivan | 800 m          | 1:46,85  | 5.       | 9.       | 1:46,21     | 6.          | 17.         | kiesett  | kiesett  | kiesett  | kiesett  | kiesett  |
| Marcus O’Sullivan | 1500 m         | 3:49,65  | 3.       | 35.      |             |             |             | 3:39,40  | 9.       | 17.      | kiesett  | kiesett  |
| Paul Donovan      | 1500 m         | 3:45,70  | 4.       | 28.      |             |             |             | kiesett  | kiesett  | kiesett  | kiesett  | kiesett  |
| Frank O’Mara      | 1500 m         | 3:41,76  | 4.       | 19.      |             |             |             | kiesett  | kiesett  | kiesett  | kiesett  | kiesett  |
| Ray Flynn         | 5000 m         | 13:46,84 | 4.       | 17.      |             |             |             | 13:40,74 | 4.       | 14.      | 13:34,50 | 11.      |
| John Treacy       | 10 000 m       | 28:18,13 | 5.       | 5.       |             |             |             |          |          |          | 28:28,68 | 9.       |
| John Treacy       | Maraton        |          |          |          |             |             |             |          |          |          | 2:09:56  |          |
| Jerry Kiernan     | Maraton        |          |          |          |             |             |             |          |          |          | 2:12:20  | 9.       |
| Dick Hooper       | Maraton        |          |          |          |             |             |             |          |          |          | 2:24:41  | 51.      |
| Liam O’Brien      | 3000 m akadály | 8:31,89  | 8.       | 20.      |             |             |             | 8:34,90  | 11.      | 21.      | kiesett  | kiesett  |

| Versenyző        | Versenyszám   | Selejtező | Selejtező | Döntő    | Döntő    |
| Versenyző        | Versenyszám   | Eredmény  | Helyezés  | Eredmény | Helyezés |
| ---------------- | ------------- | --------- | --------- | -------- | -------- |
| Declan Hegarty   | Kalapácsvetés | 70,56 m   | 16.       | kiesett  | kiesett  |
| Conor McCullough | Kalapácsvetés | 65,56 m   | 21.       | kiesett  | kiesett  |

Női
| Versenyző       | Versenyszám | Előfutam | Előfutam | Előfutam | Elődöntő | Elődöntő | Elődöntő | Döntő   | Döntő    |
| Versenyző       | Versenyszám | Idő      | Hely.    | Össz.    | Idő      | Hely.    | Össz.    | Idő     | Helyezés |
| --------------- | ----------- | -------- | -------- | -------- | -------- | -------- | -------- | ------- | -------- |
| Caroline O’Shea | 800 m       | 2:03,60  | 2.       | 9.       | 2:02,70  | 4.       | 10.      | 2:00,77 | 8.       |
| Monica Joyce    | 3000 m      | 8:54,34  | 5.       | 11.      | kiesett  | kiesett  | kiesett  | kiesett | kiesett  |
| Róisín Smyth    | 3000 m      | 9:01,69  | 8.       | 16.      | kiesett  | kiesett  | kiesett  | kiesett | kiesett  |
| Regina Joyce    | Maraton     |          |          |          |          |          |          | 2:37:57 | 23.      |
| Carey May       | Maraton     |          |          |          |          |          |          | 2:41:27 | 28.      |
| Mary Parr       | 400 m gát   | 1:01,66  | 7.       | 25.      | kiesett  | kiesett  | kiesett  | kiesett | kiesett  |

| Versenyző | Versenyszám   | Selejtező | Selejtező | Döntő    | Döntő    |
| Versenyző | Versenyszám   | Eredmény  | Helyezés  | Eredmény | Helyezés |
| --------- | ------------- | --------- | --------- | -------- | -------- |
| Pat Walsh | Diszkoszvetés | 54,42 m   | 10.       | 55,38 m  | 9.       |

## Cselgáncs
| Versenyző    | Versenyszám | Csoport | 32-es főtábla                          | Nyolcaddöntő      | Negyeddöntő       | Elődöntő          | Vigaszág nyolcaddöntő | Vigaszág negyeddöntő   | Vigaszág elődöntő           | Bronz- mérkőzés   | Döntő             | Helyezés |
| Versenyző    | Versenyszám | Csoport | Ellenfél Eredmény                      | Ellenfél Eredmény | Ellenfél Eredmény | Ellenfél Eredmény | Ellenfél Eredmény     | Ellenfél Eredmény      | Ellenfél Eredmény           | Ellenfél Eredmény | Ellenfél Eredmény | Helyezés |
| ------------ | ----------- | ------- | -------------------------------------- | ----------------- | ----------------- | ----------------- | --------------------- | ---------------------- | --------------------------- | ----------------- | ----------------- | -------- |
| Kieran Foley | Könnyűsúly  | B       | An Bjonggun (An Byeong-Geun) (KOR) · V |                   |                   |                   |                       | Juan Vargas (ESA) · GY | Nakanisi Hidetosi (JPN) · V | kiesett           |                   | 7.       |

## Íjászat
| Versenyző            | Versenyszám | 1. forduló | 1. forduló | 2. forduló | 2. forduló | Összesítés | Összesítés |
| Versenyző            | Versenyszám | Pont       | Hely.      | Pont       | Hely.      | Pont       | Helyezés   |
| -------------------- | ----------- | ---------- | ---------- | ---------- | ---------- | ---------- | ---------- |
| Hazel Greene Pereira | Női egyéni  | 1221       | 20.        | 1219       | 18.        | 2440       | 20.        |
| Mary Vaughan         | Női egyéni  | 1147       | 40.        | 1151       | 38.        | 2298       | 39.        |

## Kajak-kenu
Férfi
| Versenyző   | Versenyszám        | Előfutam | Előfutam | Előfutam | Vigaszág | Vigaszág | Vigaszág | Elődöntő | Elődöntő | Elődöntő | Döntő   | Döntő    |
| Versenyző   | Versenyszám        | Idő      | Hely.    | Össz.    | Idő      | Hely.    | Össz.    | Idő      | Hely.    | Össz.    | Idő     | Helyezés |
| ----------- | ------------------ | -------- | -------- | -------- | -------- | -------- | -------- | -------- | -------- | -------- | ------- | -------- |
| Ian Pringle | Kajak egyes 500 m  | 2:01,10  | 5.       | 16.      | 1:57,92  | 4.       | 9.       | 1:56,08  | 6.       | 17.      | kiesett | kiesett  |
| Ian Pringle | Kajak egyes 1000 m | 4:09,21  | 5.       | 17.      | 4:07,34  | 3.       | 5.       | 4:02,81  | 5.       | 14.      | kiesett | kiesett  |

## Kerékpározás

### Országúti kerékpározás
Férfi
| Versenyző                                              | Versenyszám     | Idő              | Helyezés |
| ------------------------------------------------------ | --------------- | ---------------- | -------- |
| Martin Earley                                          | Mezőnyverseny   | 5:06:45 (+6:48)  | 19.      |
| Paul Kimmage                                           | Mezőnyverseny   | 5:11:43 (+11:46) | 27.      |
| Gary Thomson                                           | Mezőnyverseny   | 5:15:27 (+15:30) | 39.      |
| Séamus Downey                                          | Mezőnyverseny   | 5:18:01 (+18:04) | 43.      |
| Philip Cassidy Martin Earley Paul Kimmage Gary Thomson | Csapat időfutam | 2:10:52 (+12:24) | 16.      |

## Lovaglás
Díjugratás
| Versenyző     | Ló         | Versenyszám | 1. forduló | 1. forduló | 2. forduló | 2. forduló | Összesen | Összesen |
| Versenyző     | Ló         | Versenyszám | Pont       | Hely.      | Pont       | Hely.      | Pont     | Helyezés |
| ------------- | ---------- | ----------- | ---------- | ---------- | ---------- | ---------- | -------- | -------- |
| Gerry Mullins | Rockbarton | Egyéni      | 16,25      | 28.        | kiesett    | kiesett    | kiesett  | kiesett  |

Lovastusa
| Versenyző                                                  | Ló           | Versenyszám | Díjlovaglás | Díjlovaglás | Tereplovaglás | Tereplovaglás | Díjugratás | Díjugratás | Végeredmény | Végeredmény |
| Versenyző                                                  | Ló           | Versenyszám | Bünt.       | Hely.       | Bünt.         | Hely.         | Bünt.      | Hely.      | Bünt.       | Helyezés    |
| ---------------------------------------------------------- | ------------ | ----------- | ----------- | ----------- | ------------- | ------------- | ---------- | ---------- | ----------- | ----------- |
| Sarah Gordon                                               | Rathkenny    | Egyéni      | 74,20       | 40.         | 20,00         | 16.           | 5,00       | 23.        | 99,20       | 23.         |
| David Foster                                               | Aughatore    | Egyéni      | 77,20       | 41.         | 42,00         | 28.           | 0,75       | 21.        | 119,95      | 27.         |
| Fiona Wentges                                              | Ballylusky   | Egyéni      | 72,60       | 38.         | 56,80         | 30.           | 15,00      | 39.        | 144,40      | 29.         |
| Margaret Tollerton                                         | Ipi Tombi    | Egyéni      | 87,80       | 47.         | nem ért célba | nem ért célba | kiesett    | kiesett    | kiesett     | kiesett     |
| Sarah Gordon David Foster Fiona Wentges Margaret Tollerton | lásd fentebb | Csapat      | 224,00      | 11.         | 118,80        | 9.            | 20,75      | 10.        | 363,55      | 9.          |

## Ökölvívás
| Versenyző       | Versenyszám   | Selejtező              | 32-es főtábla                | Nyolcaddöntő                  | Negyeddöntő       | Elődöntő          | Döntő             | Helyezés |
| Versenyző       | Versenyszám   | Ellenfél Eredmény      | Ellenfél Eredmény            | Ellenfél Eredmény             | Ellenfél Eredmény | Ellenfél Eredmény | Ellenfél Eredmény | Helyezés |
| --------------- | ------------- | ---------------------- | ---------------------------- | ----------------------------- | ----------------- | ----------------- | ----------------- | -------- |
| Gerry Hawkins   | Papírsúly     |                        | erőnyerő                     | Salvatore Todisco (ITA) · 1:4 | kiesett           | kiesett           | kiesett           | 9.       |
| Phil Sutcliffe  | Harmatsúly    | erőnyerő               | Maurizio Stecca (ITA) · 0:5  | kiesett                       | kiesett           | kiesett           | kiesett           | 17.      |
| Paul Fitzgerald | Pehelysúly    | Tobi Pelly (SUD) · 5:0 | Steve Pagendam (CAN) · 3:2   | Charles Lubulwa (UGA) · 2:3   | kiesett           | kiesett           | kiesett           | 9.       |
| Kieran Joyce    | Váltósúly     | erőnyerő               | Basil Boniface (SEY) · RSC   | Joni Nyman (FIN) · 1:4        | kiesett           | kiesett           | kiesett           | 9.       |
| Sam Storey      | Nagyváltósúly | erőnyerő               | Romolo Casamonica (ITA) · KO | kiesett                       | kiesett           | kiesett           | kiesett           | 17.      |
| Tom Corr        | Középsúly     |                        | Arigoma Chiponda (ZIM) · 5:0 | Jerry Okorodudu (NGR) · 1:4   | kiesett           | kiesett           | kiesett           | 9.       |

## Sportlövészet
Nyílt
| Versenyző       | Versenyszám | Pont | Helyezés |
| --------------- | ----------- | ---- | -------- |
| Roy Magowan     | Trap        | 169  | 53.      |
| Albert Thompson | Skeet       | 184  | 41.      |

## Úszás
Női
| Versenyző        | Versenyszám    | Előfutam | Előfutam | Előfutam | Döntő   | Döntő   | Döntő   | Helyezés |
| Versenyző        | Versenyszám    | Idő      | Hely.    | Össz.    | Típus   | Idő     | Hely.   | Helyezés |
| ---------------- | -------------- | -------- | -------- | -------- | ------- | ------- | ------- | -------- |
| Carol Ann Heavey | 100 m gyors    | 1:01,34  | 6.       | 8.       | kiesett | kiesett | kiesett | kiesett  |
| Carol Ann Heavey | 200 m gyors    | 2:07,75  | 6.       | 20.      | kiesett | kiesett | kiesett | kiesett  |
| Carol Ann Heavey | 400 m gyors    | 4:36,07  | 6.       | 22.      | kiesett | kiesett | kiesett | kiesett  |
| Julie Parkes     | 100 m pillangó | 1:06,20  | 6.       | 27.      | kiesett | kiesett | kiesett | kiesett  |
| Julie Parkes     | 200 m pillangó | 2:20,85  | 7.       | 21.      | kiesett | kiesett | kiesett | kiesett  |

## Vitorlázás
Nyílt
| Versenyző   | Versenyszám | Futam | Futam | Futam | Futam | Futam  | Futam | Futam | Pontszám | Helyezés |
| Versenyző   | Versenyszám | 1     | 2     | 3     | 4     | 5      | 6     | 7     | Pontszám | Helyezés |
| ----------- | ----------- | ----- | ----- | ----- | ----- | ------ | ----- | ----- | -------- | -------- |
| Bill O’Hara | Finn dingi  | 8,0   | 16,0  | 15,0  | 14,0  | (28,0) | 25,0  | 18,0  | 96,0     | 13.      |